# 5529 Perry
5529 Perry è un asteroide della fascia principale. Scoperto nel 1960, presenta un'orbita caratterizzata da un semiasse maggiore pari a 2,2729111 UA e da un'eccentricità di 0,1714625, inclinata di 4,81390° rispetto all'eclittica.